# Kyphoplastie
La kyphoplastie, aussi appelée cyphoplastie par ballonnets, est une méthode d'injection de ciment acrylique permettant de traiter les fractures de compression douloureuses de la colonne vertébrale. Elle a été introduite en France en 2004 et est une variante de la vertébroplastie (elle est utilisée lorsque la colonne vertébrale est vraiment trop tassée). Elle est plus généralement une procédure de la radiologie interventionnelle, puisque effectuée sous contrôle radiologique.

## Description
Techniquement, la kyphoplastie consiste à placer par voie percutanée deux ballonnets gonflables dans le corps vertébral pour en restaurer la hauteur. Du ciment acrylique (souvent en pratique du "PMMA", abréviation de Polyméthacrylate de méthyle) est ensuite inséré dans l'espace créé par ce réhaussement. Après séchage, cette inclusion de ciment rend au corps vertébral un volume aussi proche que possible de la normale, redonnant à la colonne vertébrale sa stabilité ainsi restaurée.
L'opération de kyphoplastie s'effectue le plus souvent sous anesthésie locale et sédation légère, ce qui permet au patient de rester éveillé tout en ne ressentant pas la douleur. L'anesthésie locale est réalisée dans la zone où le ciment osseux est placé. Mais souvent aussi, l'intervention se pratique sous anesthésie générale.
La mise en œuvre de la kyphoplastie ressemble beaucoup à la vertébroplastie : même positionnement du patient, même type d’analgésie ou d'anesthésie requis, même mode de visualisation radiologique du segment rachidien dans le plan frontal et sagittal.
L'opération ne dure généralement que 30 à 40 minutes, et le séjour hospitalier est de quelques heures à deux à quatre jours. Le risque d'échec de ce geste serait estimé à environ 1 %. L'effet antalgique (diminution voire suppression de la douleur) est, lui, très rapide.
La kyphoplastie est prescrite en cas de fracture-tassement traumatique d'une ou plusieurs vertèbres, et en cas de tassements vertébraux très douloureux qui peuvent survenir chez des personnes atteintes d’ostéoporose ou souffrant de cancers de la colonne ou d'un envahissement vertébral fibro-dysplasique.
Elle est en revanche déconseillée aux femmes enceintes, aux personnes souffrant de troubles de la coagulation du sang non traitables, à celles atteintes d'allergie (aux produits de contraste radiologiques, au ciment PMMA...), celles ayant développé une tumeur ostéoblastique et celles qui souffrent d'ostéomyélite ou de processus infectieux. Enfin elle peut être rendue impossible à mettre en oeuvre en raison de difficultés techniques (obésité, défaut de visualisation des repères anatomique.
Une alternative, ou un complément, à la kyphoplastie peut être l'implant d'un Spine Jack, ce qui est le nom commercial d'un implant vertébral,,.